# .ne
.ne — в Інтернеті, національний домен верхнього рівня (ccTLD) для Нігеру.